# شارلوت فورتن غريمكي
شارلوت لويز بريدجز فورتن غريمكي (17 أغسطس 1837 - 23 يوليو 1914) هي ناشطة أمريكية أفريقية مناهضة للعبودية وشاعرة ومعلمة. نشأت في عائلة إبطالية بارزة في فيلادلفيا. درست في المدرسة لسنوات، بما في ذلك خلال الحرب الأهلية، لرجال التحرير في ولاية كارولينا الجنوبية. تزوجت لاحقًا من فرانسيس جيمس غريمكي، الكاهن المشيخي الذي قاد كنيسة كبرى في واشنطن العاصمة، لعقود. كان ابن أخ للأخوات غريمكي الإبطاليين وكان ناشطًا في الحقوق المدنية.
نُشرت يومياتها المكتوبة قبل نهاية الحرب الأهلية في طبعات عديدة في القرن العشرين وهي مهمة كسجل نادر لحياة امرأة سوداء حرة في الشمال ما قبل الحرب.

## نشأتها وتعليمها

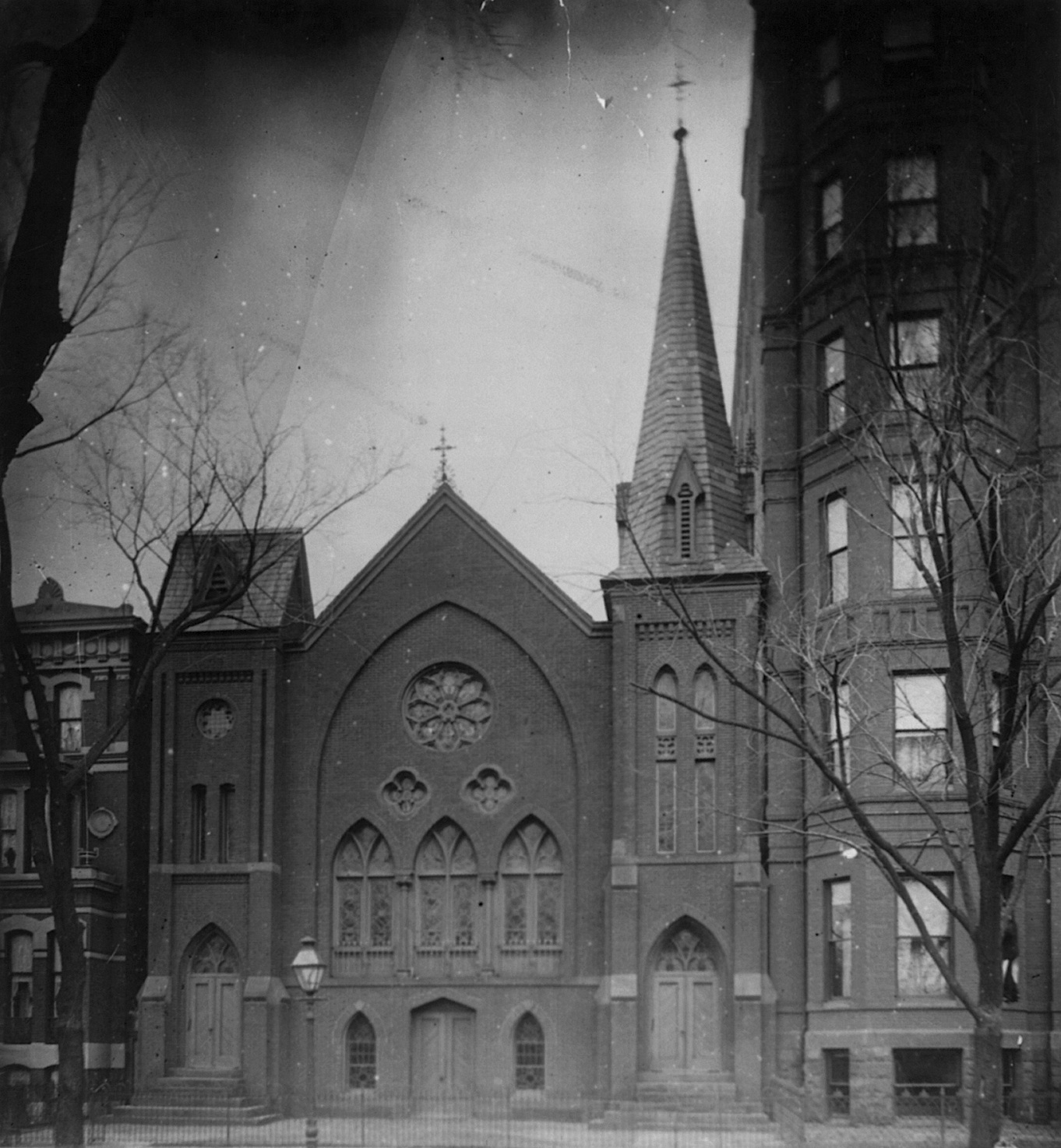
الكنيسة المشيخية الواقعة بالشارع الخامس عشر واشنطن العاصمة (1853-1918)

وُلدت فورتن، المعروفة باسم لوتي، في فيلادلفيا، بنسلفانيا، لماري فيرجينيا وود (1815–1840) وروبرت بريدجز فورتن (1813–1864)، وهما من أعضاء قبيلة فورتين-بورفيس السوداء البارزة في فيلادلفيا. كان روبرت فورتن وصهره روبرت بورفيس من الإيطاليين وأعضاء لجنة يقظة فيلادلفيا، وهي شبكة لمكافحة العبودية قدمت المساعدة للعبيد الهاربين. كانت والدة فورتن وخالات والدها مارغاريتا فورتن وسارة لويزا فورتن بورفيس وهاريت فورتن بورفيس وجدتها شارلوت فاندين فورتن أعضاء مؤسسين في جمعية فيلادلفيا للإناث ضد العبودية. كان جدها، صانع الشراع الثري جيمس فورتن، الأب، ناشطًا مبكرًا في الحقوق المتساوية في فيلادلفيا.
في حين أن آل فورتن كانوا سودًا شماليين أحرارًا، كانت والدة شارلوت، ماري فيرجينيا وود، ابنة مزارع ثري، وهو جيمس كاثكارت جونستون من مزارع هايز، وإدينتون من كارولاينا الشمالية، وحفيدة الحاكم صامويل جونستون من كارولاينا الشمالية. كانت ماري ووالدتها إديث (إيدي) وود (1795-1846) من عبيد الكابتن جيمس وود، مالك إيجل إن وتافيرن في هيرتفورد، مقاطعة بيركيمانز، نورث كارولينا.
استمر إيدي وود وجيمس كاثكارت جونستون بعلاقة طويلة الأمد ولديهما أربع بنات: ماري فيرجينيا وكارولين (1827-1836) ولويزا (1828-1836) وآني إي (1831-1879). حرر جونستون إيدي وأطفالهم عام 1832 واستقروا في فيلادلفيا عام 1833 حيث استأجروا منزل باين ستريت لمدة عامين من سارة ألين، أرملة ريتشارد ألين من كنيسة بيتيل إيه إم الأم. في العام التالي، من عام 1835 حتى عام 1836، استقلت إيدي وود وأطفالها مع إليزابيث ويلسون، والدة جوزيف ويلسون، مؤلف كتاب مسودات الحياة السوداء العليا في فيلادلفيا ما قبل الحرب.
بعد زواج ماري فيرجينيا وود عام 1836 من روبرت ب. فورتن، انضمت والدتها إيدي إلى أسرة فورتن ودفعت للمجلس من أجل صهرها. عندما توفت ماري وود فورتن بمرض السل عام 1840، واصلت إيدي وود رعاية حفيدتها شارلوت إلى جانب عمتها الصغيرة، آني وود، التي كانت تبلغ من العمر ست سنوات فقط. عند وفاة إيدي وود عام 1846، نشأت شارلوت بين العديد من أفراد عائلة فورتين-بورفيس، وعاشت عمتها آني في منزل كاسي حيث تبنتها إيمي ماتيلدا كاسي.
في عام 1854، انضمت فورتن إلى منزل آمي ماتيلدا كاسي وزوجها الثاني، تشارلز لينوكس ريموند، في سالم، ماساتشوستس، حيث ارتادت مدرسة هيغسون غرامر، وهي أكاديمية خاصة للشابات. كانت الطالبة الوحيدة غير البيضاء بين 200 طالب. اشتهرت المدرسة بالتركيز على التفكير النقدي، ولها دروس في التاريخ والجغرافيا والرسم ورسم الخرائط، وركزت على مهارات التفكير النقدي. بعد هيغينسون، درست فورتن الأدب والتعليم في مدرسة سالم العادية، التي تدرب المعلمين. استشهدت فورتن بويليام شكسبير وجون ميلتون ومارجريت فولر وويليام وردزورث كمؤلفيها المفضلين. كان أول منصب تعليمي لها في مدرسة إبس غرامر في سالم، لتصبح أول إفريقية أميركية تتعين لتعليم الطلاب البيض في مدرسة سالم العامة.

## وصلات خارجية
- شارلوت فورتن غريمكي على موقع الموسوعة البريطانية (الإنجليزية)
- شارلوت فورتن غريمكي على موقع فايند أغريف